# Лејквју (Њујорк)
Лејквју (енгл. Lakeview) насељено је место без административног статуса у америчкој савезној држави Њујорк.

## Демографија
По попису из 2010. године број становника је 5.615, што је 8 (0,1%) становника више него 2000. године.
| Група             | 2000.         | 2010.         |
| Белци             | 290 (5,2%)    | 128 (2,3%)    |
| Афроамериканци    | 4.763 (84,9%) | 4.568 (81,4%) |
| Азијати           | 27 (0,5%)     | 44 (0,8%)     |
| Хиспаноамериканци | 389 (6,9%)    | 853 (15,2%)   |
| Укупно            | 5.607         | 5.615         |